# Wilhelm Büning
Friedrich Wilhelm Felix Büning (* 4. April 1881 in Borken, Westfalen; † 2. August 1958 in Berlin) war ein deutscher Architekt und Hochschullehrer.

## Leben
Als sechstes von acht Kindern einer Textilfabrikantenfamilie besuchte Büning das Realgymnasium zu Osnabrück (heute Ernst-Moritz-Arndt-Gymnasium). Nach dem Abitur studierte er Architektur an der Technischen Hochschule München, der TH Charlottenburg und der TH Dresden. In Dresden förderten Cornelius Gurlitt, Fritz Schumacher und Hugo Hartung sein Interesse an der Entwicklung der architektonischen Formen aus der handwerklichen Grundlage. Sein Studium schloss er 1906 mit der Diplomprüfung ab. Als Assistent an der Dresdner Hochschule besuchte er den Zeichen- und Malkurs von Wilhelm Georg Ritter. Dort lernte er seine spätere Frau kennen, die Porzellanmalerin Marie Piltz (1883–1972), Tochter des Malers Otto Piltz. 1909 ließ er sich in Berlin als Architekt nieder.

### Lehre und Forschung
1914 wurde er Assistent an der Unterrichtsanstalt des Kunstgewerbemuseums Berlin, 1925 Professor an den Vereinigten Staatsschulen für freie und angewandte Kunst in Berlin. Daneben hielt er von 1921 bis 1945 eine Dozentenstelle an der TH Berlin.
Bereits im Juni 1945 begann er mit Max Taut den Wiederaufbau der Architekturabteilung an der von Karl Hofer geleiteten Hochschule für bildende Künste (HfbK). Das Studium der Architektur wurde neu strukturiert. Büning setzte sich besonders dafür ein, dass begabte Studenten dort auch ohne Abitur studieren konnten. Bis zu seiner Emeritierung 1952 lehrte er Architektonisches Entwerfen, Baukonstruktion und Hygiene im Bauwesen.
1928 erschien die erste Auflage der für seine Studenten geschriebenen Bauanatomie. Aus der Erkenntnis, dass die verschiedenen Gewerke vom Architekten zu führen sind, wurde in der „Bauanatomie“ dem Gedankengang des Architekten gefolgt, der die Bauteile als Synthese der verschiedenen Arbeitsleistungen betrachtet. Nach den Kriegszerstörungen fand dieses Werk angepasst an die veränderten Bedingungen als „Neue Bauanatomie“ eine Neuauflage.
In der Forschung galt sein Hauptinteresse Untersuchungen über das Tageslicht im Hochbau, diese Arbeiten führten unter seiner Leitung 1957 zur DIN 5034 Leitsätze für Tagesbeleuchtung.
Bereits im 4. Studiensemester erprobte er sein architektonisches Wissen durch Planung und Bau kleinerer und größerer Häuser in seiner westfälischen Heimat. Der Schwerpunkt seines Bauschaffens lag in den 1920er Jahren. Viele seiner Bauten stehen heute unter Denkmalschutz. Baukunst entstand für ihn durch die Verbindung von Material, Handwerk und Ästhetik mit dem Ziel eines menschenwürdigen Bauens.

### Bauten
- 1903–1905: Villa in Borken

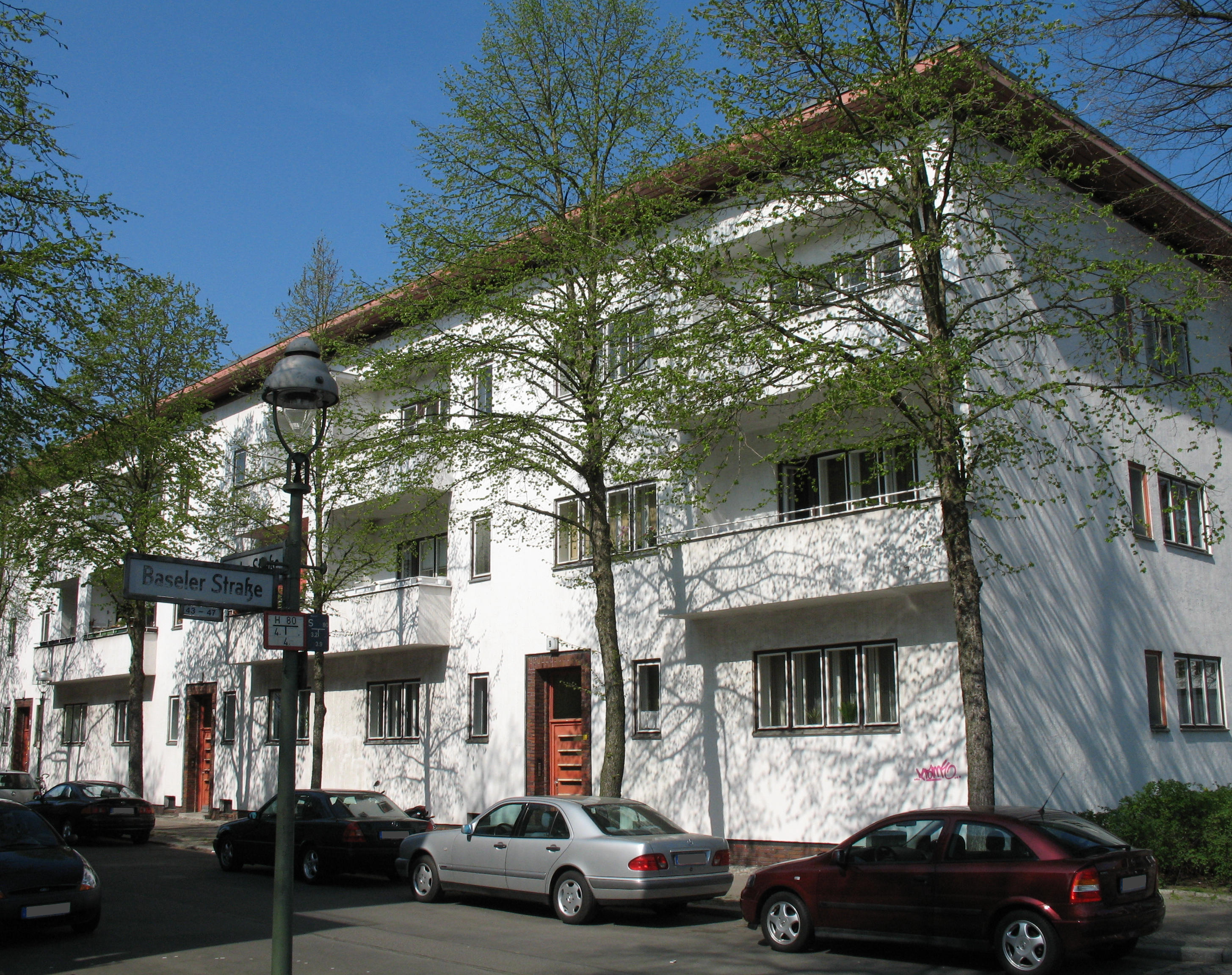
Bieler Str. in der Weißen Stadt

- 1907–1910: Industriebauten, Wohnhäuser für Meister und Arbeiter in Westfalen
- 1913: Villa Im Dol 27/29 in Berlin-Dahlem
- 1920: Beteiligung an Planung und Ausführung der Siedlung Eichkamp
- 1925: Landgut in Phöben bei Werder (Havel)[1][2]
- 1926: Siedlung Tile-Brügge-Weg in Berlin-Tegel
- 1927: Wohnhaus in Osnabrück
- 1928–1929: Sommerhaus für Grete Ring in Sacrow (Potsdam)[3]
- 1929–1931: Weiße Stadt in Berlin-Reinickendorf[4]
- 1935–1936: Rathaus in Hohen Neuendorf
- 1938–1939: Friedhof Lilienthalstraße in Berlin-Neukölln[5]
- 1947–1948: Unterstützung der Gründung und des Baus des Internationalen Studentenheims durch Studenten in Berlin-Eichkamp
- 1954: Lange Galerie in der HfbK

### Preise
- 1930: 1. Preis im Internationalen Wettbewerb für die Västerbron über den Mälaren, mit Otto Rudolf Salvisberg und Bauingenieur Wilhelm Maelzer

### Veröffentlichungen
- Bauanatomie, Berlin 1928, Grafiken von Walter Klinkert.
- Tageslicht im Hochbau, Berlin 1935.
- Neue Bauanatomie, Berlin 1947, Grafiken von Ernst Böhm.
- Angemessenes Tageslicht im Wohnungsbau, Stuttgart 1953.